# Hokejová Liga mistrů 2018/2019
Hokejová Liga mistrů 2018/2019 je v pořadím 5. ročníkem evropské klubové soutěže pořádané akciovou společností Champions Hockey League. Soutěže se účastní 32 klubů z 13 zemí. V základních skupinách se uskuteční celkem 96 zápasů, ve vyřazovací části se uskuteční celkem 29 zápasů, dohromady tedy bude v celém ročníku odehráno 125 utkání. Kvalifikace bude znovu pouze za sportovní zásluhy.

## Kvalifikace
Kvalifikace do CHL se od sezony 2017/2018 oproti předchozím sezonám změnila, již neplatí žádné licence a kluby se musí probojovat do CHL ze svých soutěží podle těchto kritérií:
1. ligový Mistr
2. vítěz základní části extraligy
3. druhý tým základní části extraligy
4. poražený finalista play-off extraligy
5. semifinalista výše postavený po ZČ
6. semifinalista hůře postavený po ZČ
7. třetí tým základní části
8. čtvrtý tým základní části
9. pátý tým základní části

Z celkem 32 míst jich 24 připadne podle koeficientu úspěšnosti v předchozích sezonách 6 zakládajícím ligám (Švédsko (5), Finsko (5), Česko (4), Švýcarsko (4), Německo (3), Rakousko (3)), dále jedno místo pro vítěze Kontinentálního poháru a sedm pro mistry ostatních zemí (Norska, Slovenska, Francie, Běloruska, Dánska, Velké Británie a Polska)
Garantované místo má pouze vítěz předchozího ročníku, jeho místo se však započítává do celkového počtu jeho země.

## Systém soutěže
System soutěže je od sezony 2017/2018 odlišný než v předchozích ročnících. 32 týmů bude rozlosováno do 8 skupin po 4 týmech, které se střetnou dvakrát každý s každým (celkem 6 kol). Dva nejlepší týmy z každé skupiny postoupí do vyřazovací části.
Play-off se hraje až na finále na dva zápasy (nerozhodné zápasy se neprodlužují) a postupuje mužstvo s nejlepším celkovým skóre. Bude-li po dvou zápasech skóre nerozhodné, rozhodne desetiminutové prodloužení, popřípadě samostatné nájezdy. Finále rozhodne jediný finálový zápas, který v případě remízy po základní hrací době rozhodne dvacetiminutové prodloužení, popřípadě samostatné nájezdy.
| Koš 1                                                                                                | Koš 2 | Koš 3 | Koš 4 |
| --- | --- | --- | --- |
| JYP Växjö Lakers HC Oulun Kärpät Kometa Brno ZSC Lions EHC Red Bull München HC Bolzano Djurgådens IF | TPS Turku HC Škoda Plzeň SC Bern Eisbären Berlin Vienna Capitals Skellefteå AIK Tappara Tampere Mountfield HK | EV Zug Nürnberg Ice Tigers EC Red Bull Salzburg Malmö Redhawks JHIFK Hockey HC Oceláři Třinec HC Lugano Frölunda Indians | Banská Bystrica HK Něman Grodno Storhamar Hockey Cardiff Devils Aalborg Pirates Rouen Dragons GKS Tychy Junosť Minsk |

## Základní část
Zápasy základních skupin budou probíhat od 30. srpna 2018 do 17. října 2018.

### Skupina A

#### Tabulka
| Tým             | Z | V | Vp | Pp | P | VB | OB | +/- | B  |
| --------------- | - | - | -- | -- | - | -- | -- | --- | -- |
| Frölunda HC     | 6 | 4 | 0  | 1  | 1 | 22 | 11 | 11  | 13 |
| ZSC Lions       | 6 | 3 | 2  | 0  | 1 | 26 | 18 | 8   | 13 |
| Vienna Capitals | 6 | 2 | 0  | 1  | 3 | 19 | 22 | -3  | 7  |
| Aalborg Pirates | 6 | 0 | 1  | 1  | 4 | 11 | 27 | -16 | 3  |

#### Zápasy
| Tým             | ZSC Lions           | Vienna Capitals     | Frölunda HC                       | Aalborg Pirates             |
| --------------- | ------------------- | ------------------- | --------------------------------- | --------------------------- |
| ZSC Lions       |                     | 7:4 (2:0, 2:1, 3:3) | 3:2náj (1:0, 1:1, 0:1 - 0:0, 1:0) | 6:5pr (2:2, 1:2, 2:1 - 1:0) |
| Vienna Capitals | 2:6 (0:3, 1:2, 1:1) |                     | 1:4 (0:0, 1:3, 0:1)               | 2:3pr (1:0, 1:2, 0:0 - 0:1) |
| Frölunda HC     | 4:2 (0:0, 1:0, 3:1) | 1:4 (0:1, 0:2, 1:1) |                                   | 6:0 (0:0, 2:0, 4:0)         |
| Aalborg Pirates | 1:2 (1:0, 0:2, 0:0) | 1:6 (0:1, 0:4, 1:1) | 1:5 (0:2, 1:2, 0:1)               |                             |

### Skupina B

#### Tabulka
| Tým                  | Z | V | Vp | Pp | P | VB | OB | +/- | B  |
| -------------------- | - | - | -- | -- | - | -- | -- | --- | -- |
| Malmö Redhawks       | 6 | 4 | 0  | 0  | 2 | 24 | 16 | 8   | 12 |
| EHC Red Bull München | 6 | 4 | 0  | 0  | 2 | 19 | 17 | 2   | 12 |
| TPS Turku            | 6 | 2 | 0  | 0  | 4 | 15 | 21 | -6  | 6  |
| Junosť Minsk         | 6 | 2 | 0  | 0  | 4 | 13 | 17 | -4  | 6  |

#### Zápasy
| Tým                  | EHC Red Bull München | TPS Turku           | Malmö Redhawks      | Junosť Minsk        |
| -------------------- | -------------------- | ------------------- | ------------------- | ------------------- |
| EHC Red Bull München |                      | 5:1 (0:0, 2:0, 3:1) | 3:2 (1:0, 0:1, 2:1) | 4:3 (2:1, 2:1, 0:1) |
| TPS Turku            | 5:3 (0:1, 2:1, 3:1)  |                     | 1:2 (1:1, 0:0, 0:1) | 3:1 (1:0, 1:1, 1:0) |
| Malmö Redhawks       | 6:1 (1:0, 1:1, 4:0)  | 8:4 (1:1, 4:0, 3:3) |                     | 4:1 (3:0, 1:1, 0:0) |
| Junosť Minsk         | 0:3 (0:1, 0:0, 0:2)  | 2:1 (1:0, 0:0, 1:1) | 6:2 (2:0, 2:0, 2:2) |                     |

### Skupina C

#### Tabulka
| Tým            | Z | V | Vp | Pp | P | VB | OB | +/- | B  |
| -------------- | - | - | -- | -- | - | -- | -- | --- | -- |
| Skellefteå AIK | 6 | 4 | 0  | 2  | 0 | 27 | 13 | 14  | 14 |
| HC Bolzano     | 6 | 2 | 2  | 0  | 2 | 20 | 16 | 4   | 10 |
| HIFK Hockey    | 6 | 2 | 1  | 1  | 2 | 14 | 18 | -4  | 9  |
| GKS Tychy      | 6 | 1 | 0  | 0  | 5 | 16 | 30 | -14 | 3  |

#### Zápasy
| Tým            | HC Bolzano                        | Skellefteå AIK                  | HIFK Hockey                 | GKS Tychy           |
| -------------- | --------------------------------- | ------------------------------- | --------------------------- | ------------------- |
| HC Bolzano     |                                   | 4:3sn (2:1, 1:1, 0:1 - 0:0,1:0) | 4:1 (0:1, 3:0, 1:0)         | 6:4 (2:0, 2:3, 2:1) |
| Skellefteå AIK | 2:1 (0:1, 1:0, 1:0)               |                                 | 3:4pr (1:1, 1:0, 1:2 - 0:1) | 6:2 (1:1, 2:0, 3:1) |
| HIFK Hockey    | 1:2náj (0:0, 1:1, 0:0 - 0:0, 0:1) | 1:5 (1:1, 0:0, 0:4)             |                             | 2:1 (1:0, 0:0, 1:1) |
| GKS Tychy      | 5:3 (2:2, 1:1, 2:0)               | 1:8 (0:3, 1:4, 0:1)             | 3:5 (1:1, 2:1, 0:2)         |                     |

### Skupina D

#### Tabulka
| Tým             | Z | V | Vp | Pp | P | VB | OB | +/- | B  |
| --------------- | - | - | -- | -- | - | -- | -- | --- | -- |
| EV Zug          | 6 | 5 | 0  | 1  | 0 | 22 | 12 | 10  | 16 |
| HC Kometa Brno  | 6 | 3 | 0  | 0  | 3 | 18 | 16 | 2   | 9  |
| Eisbären Berlín | 6 | 2 | 0  | 0  | 4 | 17 | 21 | -4  | 6  |
| HK Něman Grodno | 6 | 1 | 1  | 0  | 4 | 14 | 22 | -8  | 5  |

#### Zápasy
| Tým             | HC Kometa Brno      | Eisbären Berlín     | EV Zug              | HK Něman Grodno             |
| --------------- | ------------------- | ------------------- | ------------------- | --------------------------- |
| HC Kometa Brno  |                     | 4:3 (2:2, 1:1, 1:0) | 2:3 (2:0, 0:0, 0:3) | 6:2 (3:1, 1:1, 2:0)         |
| Eisbären Berlín | 2:3 (0:0, 1:3, 1:0) |                     | 3:5 (1:1, 2:2, 0:2) | 4:1 (1:1, 2:0, 1:0)         |
| EV Zug          | 2:1 (2:0, 0:1, 0:0) | 6:1 (1:1, 2:0, 3:0) |                     | 2:3pr (1:0, 0:1, 1:1 - 0:1) |
| HK Něman Grodno | 4:2 (1:0, 2:2, 1:0) | 2:4 (1:1, 1:1, 0:2) | 2:4 (0:0, 0:1, 2:3) |                             |

### Skupina E

#### Tabulka
| Tým               | Z | V | Vp | Pp | P | VB | OB | +/- | B  |
| ----------------- | - | - | -- | -- | - | -- | -- | --- | -- |
| Tappara Tampere   | 6 | 4 | 1  | 1  | 0 | 29 | 12 | 17  | 15 |
| Storhamar Hockey  | 6 | 2 | 1  | 1  | 2 | 17 | 20 | -3  | 9  |
| Djurgådens IF     | 6 | 2 | 1  | 0  | 3 | 21 | 19 | 2   | 7  |
| HC Oceláři Třinec | 6 | 1 | 0  | 1  | 4 | 13 | 29 | -16 | 4  |

#### Zápasy
| Tým               | Djurgådens IF               | Tappara Tampere                  | HC Oceláři Třinec           | Storhamar Hockey    |
| ----------------- | --------------------------- | -------------------------------- | --------------------------- | ------------------- |
| Djurgådens IF     |                             | 3:5 (1:0, 1:3, 1:2)              | 3:4 (1:0, 1:2, 1:2)         | 5:2 (2:1, 2:1, 1:0) |
| Tappara Tampere   | 5:1 (2:0, 0:1, 3:0)         |                                  | 3:2pr (0:0, 1:1, 1:1 - 1:0) | 6:1 (3:, 2:0, 1:1)  |
| HC Oceláři Třinec | 1:6 (0:2, 1:0, 0:4)         | 2:8 (0:1, 1:6, 1:1)              |                             | 2:3 (0:1, 2:0, 0:2) |
| Storhamar Hockey  | 2:3pr (0:0, 1:0, 1:2 - 0:1) | 3:2náj (0:1, 1:1, 1:0 - 0:0,1:0) | 6:2 (2:0, 2:2, 2:0)         |                     |

### Skupina F

#### Tabulka
| Tým                 | Z | V | Vp | Pp | P | VB | OB | +/- | B  |
| ------------------- | - | - | -- | -- | - | -- | -- | --- | -- |
| Oulun Kärpät        | 6 | 4 | 1  | 0  | 1 | 27 | 14 | 13  | 14 |
| Dragons de Rouen    | 6 | 3 | 0  | 0  | 3 | 15 | 15 | 0   | 9  |
| Nürnberg Ice Tigers | 6 | 2 | 1  | 0  | 3 | 17 | 25 | -8  | 8  |
| Mountfield HK       | 6 | 1 | 0  | 2  | 3 | 12 | 17 | -5  | 5  |

#### Zápasy
| Tým                 | Oulun Kärpät                      | Mountfield HK               | Nürnberg Ice Tigers | Dragons de Rouen    |
| ------------------- | --------------------------------- | --------------------------- | ------------------- | ------------------- |
| Oulun Kärpät        |                                   | 3:2 (0:0, 3:2, 0:0)         | 9:3 (2:0, 4:2, 3:1) | 4:0 (2:0, 1:0, 1:0) |
| Mountfield HK       | 3:4náj (2:1, 0:1, 1:1 - 0:0, 0:1) |                             | 1:2 (0:2, 1:0, 0:0) | 3:2 (0:1, 3:0, 0:1) |
| Nürnberg Ice Tigers | 4:3 (1:1, 0:2, 3:0)               | 4:3pr (1:2, 1:0, 1:1 - 1:0) |                     | 2:5 (1:1, 0:2, 1:2) |
| Dragons de Rouen    | 2:4 (2:1, 0:2, 0:1)               | 2:0 (0:0, 1:0, 1:0)         | 4:2 (0:0, 1:1, 3:1) |                     |

### Skupina G

#### Tabulka
| Tým                  | Z | V | Vp | Pp | P | VB | OB | +/- | B  |
| -------------------- | - | - | -- | -- | - | -- | -- | --- | -- |
| EC Red Bull Salzburg | 6 | 4 | 0  | 1  | 1 | 18 | 15 | 3   | 13 |
| SC Bern              | 6 | 3 | 2  | 0  | 1 | 15 | 11 | 4   | 13 |
| Växjö Lakers HC      | 6 | 2 | 1  | 0  | 3 | 21 | 18 | 3   | 8  |
| Cardiff Devils       | 6 | 0 | 0  | 2  | 4 | 14 | 24 | -10 | 2  |

#### Zápasy
| Tým                  | Växjö Lakers HC             | SC Bern                     | EC Red Bull Salzburg             | Cardiff Devils      |
| -------------------- | --------------------------- | --------------------------- | -------------------------------- | ------------------- |
| Växjö Lakers HC      |                             | 1:2 (1:1, 0:0, 0:1)         | 5:2 (2:0, 1:1, 2:1)              | 3:1 (2:1, 0:0, 1:0) |
| SC Bern              | 4:3 (1:0, 2:1, 1:2)         |                             | 2:1náj (0:0, 0:1,1:0 - 0:0, 1:0) | 3:2 (0:1, 1:1, 2:0) |
| EC Red Bull Salzburg | 4:3 (1:1, 2:1, 1:1)         | 2:1 (0:1, 1:0, 1:0)         |                                  | 4:2 (2:0, 2:1, 0:1) |
| Cardiff Devils       | 5:6pr (0:2, 3:1, 2:2 - 0:1) | 2:3pr (0:0, 2:2, 0:0 - 0:1) | 2:5 (0:3, 2:1, 0:1)              |                     |

### Skupina H

#### Tabulka
| Tým             | Z | V | Vp | Pp | P | VB | OB | +/- | B  |
| --------------- | - | - | -- | -- | - | -- | -- | --- | -- |
| HC Škoda Plzeň  | 6 | 5 | 1  | 0  | 0 | 23 | 14 | 11  | 17 |
| HC Lugano       | 6 | 3 | 0  | 0  | 3 | 13 | 12 | 1   | 9  |
| JYP Jyväskylä   | 6 | 2 | 0  | 0  | 4 | 16 | 14 | 2   | 6  |
| Banská Bystrica | 6 | 1 | 0  | 1  | 4 | 13 | 27 | -14 | 4  |

#### Zápasy
| Tým             | JYP Jyväskylä       | HC Škoda Plzeň              | HC Lugano           | Banská Bystrica     |
| --------------- | ------------------- | --------------------------- | ------------------- | ------------------- |
| JYP Jyväskylä   |                     | 2:6 (1:4, 0:2, 1:0)         | 0:1 (0:0, 0:0, 0:1) | 6:0 (1:0, 3:0, 2:0) |
| HC Škoda Plzeň  | 4:2 (2:1, 2:1, 0:0) |                             | 3:2 (1:0, 1:2, 1:0) | 6:4 (3:1, 1:1, 2:2) |
| HC Lugano       | 2:0 (1:0, 0:0, 1:0) | 2:3 (0:2, 0:1, 2:0)         |                     | 4:1 (2:1, 1:0, 1:0) |
| Banská Bystrica | 1:6 (1:2, 0:3, 0:1) | 2:3pr (0:1, 2:1, 0:0 - 0:1) | 5:2 (1:0, 3:2, 1:0) |                     |

## Play-off
Play-off bylo rozlosováno 13. 10. 2017. Týmy byly losovány do dvojic ze dvou košů. V prvním koši byly vítězové skupin, ve druhém koši týmy z druhých míst. První zápasy osmifinále proběhly 31. 10. a 1. 11. 2018.
| Skupina | Vítězové             | Druhá místa          |
| ------- | -------------------- | -------------------- |
| A       | Frölunda HC          | ZSC Lions            |
| B       | Malmö Redhawks       | EHC Red Bull München |
| C       | Skellefteå AIK       | HC Bolzano           |
| D       | EV Zug               | HC Kometa Brno       |
| E       | Tappara Tampere      | Storhamar Hockey     |
| F       | Oulun Kärpät         | Dragons de Rouen     |
| G       | EC Red Bull Salzburg | SC Bern              |
| H       | HC Škoda Plzeň       | HC Lugano            |

### Pavouk
|  | Osmifinále           | Osmifinále           | Osmifinále | Osmifinále |    |                      | Čtvrtfinále | Čtvrtfinále | Čtvrtfinále | Čtvrtfinále |  |                      | Semifinále | Semifinále | Semifinále | Semifinále |                      |   | Finále | Finále |
|  |                      |                      |            |            |    |                      |             |             |             |             |  |                      |            |            |            |            |                      |   |        |        |
|  | EV Zug               | 3                    | 0          | 3          |    |                      |             |             |             |             |  |                      |            |            |            |            |                      |   |        |        |
|  | EHC Red Bull München | 2                    | 2          | 4          |    |                      |             |             |             |             |  |                      |            |            |            |            |                      |   |        |        |
|  | EHC Red Bull München | 2                    | 2          | 4          |    | EHC Red Bull München | 2           | 5           | 7           |             |  |                      |            |            |            |            |                      |   |        |        |
|  |                      |                      |            |            |    | EHC Red Bull München | 2           | 5           | 7           |             |  |                      |            |            |            |            |                      |   |        |        |
|  |                      | Malmö Redhawks       | 1          | 5          | '6 |                      |             |             |             |             |  |                      |            |            |            |            |                      |   |        |        |
|  | Malmö Redhawks       | Malmö Redhawks       | 1          | 5          | '6 | 4                    | 1           | 5           |             |             |  |                      |            |            |            |            |                      |   |        |        |
|  | Malmö Redhawks       |                      |            |            |    | 4                    | 1           | 5           |             |             |  |                      |            |            |            |            |                      |   |        |        |
|  | SC Bern              | 1                    | 0          | 1          |    |                      |             |             |             |             |  |                      |            |            |            |            |                      |   |        |        |
|  | SC Bern              | 1                    | 0          | 1          |    |                      |             |             |             |             |  | EHC Red Bull München | 0          | 3          | 3          |            |                      |   |        |        |
|  |                      |                      |            |            |    |                      |             |             |             |             |  | EHC Red Bull München | 0          | 3          | 3          |            |                      |   |        |        |
|  |                      | EC Red Bull Salzburg | 0          | 1          | 1  |                      |             |             |             |             |  |                      |            |            |            |            |                      |   |        |        |
|  | Oulun Kärpät         | EC Red Bull Salzburg | 0          | 1          | 1  | 4                    | 3           | 7           |             |             |  |                      |            |            |            |            |                      |   |        |        |
|  | Oulun Kärpät         |                      |            |            |    | 4                    | 3           | 7           |             |             |  |                      |            |            |            |            |                      |   |        |        |
|  | ZSC Lions            | 4                    | 2          | 6          |    |                      |             |             |             |             |  |                      |            |            |            |            |                      |   |        |        |
|  | ZSC Lions            | 4                    | 2          | 6          |    | Oulun Kärpät         | 2           | 1           | 3           |             |  |                      |            |            |            |            |                      |   |        |        |
|  |                      |                      |            |            |    | Oulun Kärpät         | 2           | 1           | 3           |             |  |                      |            |            |            |            |                      |   |        |        |
|  |                      | EC Red Bull Salzburg | 3          | 1          | 4  |                      |             |             |             |             |  |                      |            |            |            |            |                      |   |        |        |
|  | EC Red Bull Salzburg | EC Red Bull Salzburg | 3          | 1          | 4  | 3                    | 5           | 8           |             |             |  |                      |            |            |            |            |                      |   |        |        |
|  | EC Red Bull Salzburg |                      |            |            |    | 3                    | 5           | 8           |             |             |  |                      |            |            |            |            |                      |   |        |        |
|  | Dragons de Rouen     | 3                    | 1          | 4          |    |                      |             |             |             |             |  |                      |            |            |            |            |                      |   |        |        |
|  | Dragons de Rouen     | 3                    | 1          | 4          |    |                      |             |             |             |             |  |                      |            |            |            |            | EHC Red Bull München | 1 |        |        |
|  |                      |                      |            |            |    |                      |             |             |             |             |  |                      |            |            |            |            |                      | 1 |        |        |
|  |                      | Frölunda HC          | 3          |            |    |                      |             |             |             |             |  |                      |            |            |            |            |                      |   |        |        |
|  | Tappara Tampere      | Frölunda HC          | 3          | 1          | 5  | 6                    |             |             |             |             |  |                      |            |            |            |            |                      |   |        |        |
|  | Tappara Tampere      |                      |            | 1          | 5  | 6                    |             |             |             |             |  |                      |            |            |            |            |                      |   |        |        |
|  | HC Kometa Brno       | 5                    | 5          | 10         |    |                      |             |             |             |             |  |                      |            |            |            |            |                      |   |        |        |
|  | HC Kometa Brno       | 5                    | 5          | 10         |    | HC Kometa Brno       | 1           | 1           | 2           |             |  |                      |            |            |            |            |                      |   |        |        |
|  |                      |                      |            |            |    | HC Kometa Brno       | 1           | 1           | 2           |             |  |                      |            |            |            |            |                      |   |        |        |
|  |                      | Frölunda HC          | 4          | 6          | 10 |                      |             |             |             |             |  |                      |            |            |            |            |                      |   |        |        |
|  | Frölunda HC          | Frölunda HC          | 4          | 6          | 10 | 1                    | 5           | 6           |             |             |  |                      |            |            |            |            |                      |   |        |        |
|  | Frölunda HC          |                      |            |            |    | 1                    | 5           | 6           |             |             |  |                      |            |            |            |            |                      |   |        |        |
|  | HC Lugano            | 1                    | 4          | 5          |    |                      |             |             |             |             |  |                      |            |            |            |            |                      |   |        |        |
|  | HC Lugano            | 1                    | 4          | 5          |    |                      |             |             |             |             |  | Frölunda HC          | 6          | 3          | 9          |            |                      |   |        |        |
|  |                      |                      |            |            |    |                      |             |             |             |             |  | Frölunda HC          | 6          | 3          | 9          |            |                      |   |        |        |
|  |                      | HC Škoda Plzeň       | 3          | 1          | 4  |                      |             |             |             |             |  |                      |            |            |            |            |                      |   |        |        |
|  | Skellefteå AIK       | HC Škoda Plzeň       | 3          | 1          | 4  | 4                    | 3           | 7           |             |             |  |                      |            |            |            |            |                      |   |        |        |
|  | Skellefteå AIK       |                      |            |            |    | 4                    | 3           | 7           |             |             |  |                      |            |            |            |            |                      |   |        |        |
|  | Storhamar Hockey     | 4                    | 2          | 6          |    |                      |             |             |             |             |  |                      |            |            |            |            |                      |   |        |        |
|  | Storhamar Hockey     | 4                    | 2          | 6          |    | Skellefteå AIK       | 3           | 1           | '4          |             |  |                      |            |            |            |            |                      |   |        |        |
|  |                      |                      |            |            |    | Skellefteå AIK       | 3           | 1           | '4          |             |  |                      |            |            |            |            |                      |   |        |        |
|  |                      | HC Škoda Plzeň       | 3          | 2          | 5  |                      |             |             |             |             |  |                      |            |            |            |            |                      |   |        |        |
|  | HC Škoda Plzeň       | HC Škoda Plzeň       | 3          | 2          | 5  | 6                    | 6           | 12          |             |             |  |                      |            |            |            |            |                      |   |        |        |
|  | HC Škoda Plzeň       |                      |            |            |    | 6                    | 6           | 12          |             |             |  |                      |            |            |            |            |                      |   |        |        |
|  | HC Bolzano           | 1                    | 2          | 3          |    |                      |             |             |             |             |  |                      |            |            |            |            |                      |   |        |        |

### Hrací dny jednotlivých kol
|             | První zápas         | Odveta             |
| ----------- | ------------------- | ------------------ |
| Osmifinále  | 6. listopadu 2018   | 20. listopadu 2018 |
| Čtvrtfinále | 4./5. prosince 2018 | 11. prosince 2018  |
| Semifinále  | 8./9. ledna 2019    | 15./16. ledna 2019 |
| Finále      | 5. února 2019       | 5. února 2019      |

### Osmifinále
| Nasazený             | Skóre | Nenasazený           | 1. zápas            | 2. zápas            |
| -------------------- | ----- | -------------------- | ------------------- | ------------------- |
| EV Zug               | 3:4   | EHC Red Bull München | 3:2 (1:0, 1:2, 1:0) | 0:2 (0:0, 0:1, 0:1) |
| Malmö Redhawks       | 5:1   | SC Bern              | 4:1 (0:0, 2:0, 2:1) | 1:0 (0:0, 0:0, 1:0) |
| Oulun Kärpät         | 7:6   | ZSC Lions            | 4:4 (2:2, 0:1, 2:1) | 3:2 (1:1, 0:1, 2:0) |
| EC Red Bull Salzburg | 8:4   | Dragons de Rouen     | 3:3 (2:2, 1:1, 0:0) | 5:1 (2:0, 1:1, 2:0) |
| Tappara Tampere      | 6:10  | HC Kometa Brno       | 1:5 (0:2, 1:1, 0:2) | 5:5 (2:0, 1:2, 2:3) |
| Frölunda HC          | 6:5   | HC Lugano            | 1:1 (0:0, 1:1, 0:0) | 5:4 (1:1, 1:2, 3:1) |
| Skellefteå AIK       | 7:6   | Storhamar Hockey     | 4:4 (0:0, 4:3, 0:1) | 3:2 (1:2, 2:0, 0:0) |
| HC Škoda Plzeň       | 12:3  | HC Bolzano           | 6:1 (2:0, 3:1, 1:0) | 6:2 (1:0, 4:2, 1:0) |

### Čtvrtfinále
| Nasazený       | Skóre | Nenasazený           | 1. zápas            | 2. zápas                     |
| -------------- | ----- | -------------------- | ------------------- | ---------------------------- |
| Malmö Redhawks | 6:7   | EHC Red Bull München | 1:2 (0:0, 0:0, 1:2) | 5:4 (2:1, 2:3, 1:0) - pr 0:1 |
| Oulun Kärpät   | 3:4   | EC Red Bull Salzburg | 2:3 (0:0, 0:1, 2:2) | 1:1 (0:1, 1:0, 0:0)          |
| Frölunda HC    | 10:2  | HC Kometa Brno       | 4:1 (1:1, 3:0, 0:0) | 6:1 (0:1, 3:0, 3:0)          |
| HC Škoda Plzeň | 5:4   | Skellefteå AIK       | 3:3 (1:0, 2:0, 0:3) | 1:1(0:0, 0:0, 1:1) - náj 1:0 |

### Semifinále
| Nasazený             | Skóre | Nenasazený           | 1. zápas            | 2. zápas            |
| -------------------- | ----- | -------------------- | ------------------- | ------------------- |
| EC Red Bull Salzburg | 1:3   | EHC Red Bull München | 0:0 (0:0, 0:0, 0:0) | 1:3 (1:2, 0:0, 0:1) |
| HC Škoda Plzeň       | 4:9   | Frölunda HC          | 3:6 (1:2, 1:3, 1:1) | 1:3 (0:1, 0:0, 1:2) |

### Finále
| Nasazený    | Skóre | Nenasazený           | Třetiny         |
| ----------- | ----- | -------------------- | --------------- |
| Frölunda HC | 3:1   | EHC Red Bull München | (1:0, 1:0, 1:1) |

## Vítěz
| Hokejová Liga mistrů 2018/19 Frölunda HC 3. titul |